# Římskokatolická farnost u kostela sv. Jakuba Staršího Praha-Stodůlky
Římskokatolická farnost Praha-Stodůlky je územní společenství římských katolíků v rámci II. pražského vikariátu v arcidiecézi pražské, které leží v městské části Praha 13-Stodůlky. Centrem farnosti je farní kostel sv. Jakuba staršího.

## Historie
Plebánie ve Stodůlkách je doložena již v roce 1292. V důsledku protestantské reformace však místní plebánie zanikla a dlouhou dobu zde katolická duchovní správa neexistovala. Od roku 1688 byly Stodůlky přifařeny k farnosti Panny Marie před Týnem na Starém Městě. Bohoslužby zde od r. 1695 obstarávali kněží z konventu bratří františkánů u Panny Marie Sněžné na Novém Městě pražském. V roce 1702 byly Stodůlky přifařeny k libocké farnosti. V roce 1787 byla zde zřízena lokálie, a zároveň začaly být vedeny samostatné matriční zápisy. V roce 1854 pak byla z lokálie zřízena samostatná farnost. Ta je od svého vzniku kontinuálně obsazena duchovním správcem (farářem či sídelním administrátorem). Od 80. let 20. století došlo díky výstavbě sídlišť Nové Butovice a Lužiny k výraznému nárůstu obyvatel na území farnosti. Proto vznikla potřeba vzniku nových bohoslužebných prostor, kde by mohli navštěvovat bohoslužby obyvatelé těchto sídlišť, a kam by bylo možno také přesunout farní aktivity, aby tyto byly lépe dostupné. V letech 2000-2001 bylo na sídlišti v Nových Butovicích vystavěno Komunitní centrum svatého Prokopa s kaplí zasvěcenou tomuto svatému opatovi a s dalšími prostory pro pastorační účely farnosti a pro účely kulturní. Na původní faře ve starých Stodůlkách zůstaly pouze byty pro farní duchovenstvo.

## Duchovní správa
Přehled duchovních správců od roku 1939:
- 1939–1950 R.D. Václav Kuthan (kněz, † 20. listopadu 1973)
- 1951–1952 R.D. Jiří Holub (administrátor, † 3. března 1976)
- 1952–1954 R.D. Vladimír Studený (kněz, † 31. ledna 1975)
- 1954–1958 R.D. ThDr. Josef Koukl (farář, od r. 1989 biskup litoměřický, † 22. května 2010)
- 1958–1959 R.D. ThDr. Emil Korba (administrátor, † 27. října 1978)
- 1959–1985 R.D. Václav Filip (farář, † 20. dubna 1990)
- 1985–1989 R.D. Alois Kánský (administrátor, † 1. listopadu 2008)
- 1992–1998 R.D. Stanisław Góra (administrátor)
  - od r. 1996 R.D. Ing. Václav Dvořák (výpomocný duchovní, † 9. července 2024))
- 1998–2003 R.D. ThLic. Mariusz Gerard Kuźniar, ThD. (administrátor)
- 2003–2004 R.D. Josef Ptáček (administrátor)
- 2004–2011 R.D. ThLic. Michael Špilar (administrátor)
- 2011–2016 R.D. ThLic. Adam Ryszard Lodek (administrátor)
  - 2015–2022 P. Mag.theol. Jakub Jírovec, OT (výpomocný duchovní)
- 2016–2023 R.D. PhDr. Radek Tichý, PhD. SLD (administrátor)
  - 2016–2019 R.D. Mgr. Jiří Prokop Zeman (farní vikář)
  - 2019–2021 R.D. PhDr. Mgr. Jaroslav Mrňa, PhD. (farní vikář)
  - 2021–2023 R.D. Václav Šustr (kaplan)
  - od 1. 7. 2022 P. Mgr. Jaromír Odrobiňák (výpomocný duchovní)
- od 1. 8. 2023 R.D. Mgr. Jan Kotas, S.L.L. (farář)
  - od 28. 6. 2023 R.D. Mgr. Michal Hladík (farní vikář)

Další ustanovení ve farnosti:
- Tomáš Vítek – pastorační referent
- Kristýna Vorrethová – pastorační asisentka
- Mgr. Lucie Fričová – ředitelka Komunitního centra svatého Prokopa

## Kostely a kaple na území farnosti
| Fotografie | Kostel                                      | Místo                    | Bohoslužba                        | Bohoslužba                                   | Poznámka        |
| ---------- | ------------------------------------------- | ------------------------ | --------------------------------- | -------------------------------------------- | --------------- |
|            | kostel svatého Jakuba Staršího              | Staré Stodůlky           | neděle čtvrtek pátek sobota       | 07.30 08.00; 09.30; 18.00; 20:30 07.00 18.00 | farní kostel    |
|            | kostel svatého Prokopa s komunitním centrem | Stodůlky (Nové Butovice) | neděle úterý středa čtvrtek pátek | 09.30; 11.00 08.30 18.00 15.30 06.30         | filiální kostel |
|            | Kaple Nalezení svatého Kříže                | Stodůlky                 | neslouží se pravidelně            | neslouží se pravidelně                       | soukromá kaple  |